# Polšeče
Polšeče je naselje v Občini Bloke.